# Eleutheria dichotoma
Eleutheria dichotoma is een hydroïdpoliep uit de familie Cladonematidae. De poliep komt uit het geslacht Eleutheria. Eleutheria dichotoma werd in 1842 voor het eerst wetenschappelijk beschreven door De Quatrefages. 